# Cydalima perspectalis
Cydalima perspectalis – inwazyjny w Europie gatunek motyla z rodziny wachlarzykowatych (Crambidae). Pochodzi z Azji. W Europie notowano występowanie tego gatunku już w drugiej połowie XX wieku, gdzie od tego czasu stopniowo rozprzestrzenia się. W XXI w. zaobserwowano znaczny wzrost liczebności gatunku. Jego larwy żerują na różnych gatunkach bukszpanów (Buxus sp.). W języku polskim gatunek otrzymał roboczą nazwę ćma bukszpanowa.

## Opis naukowy

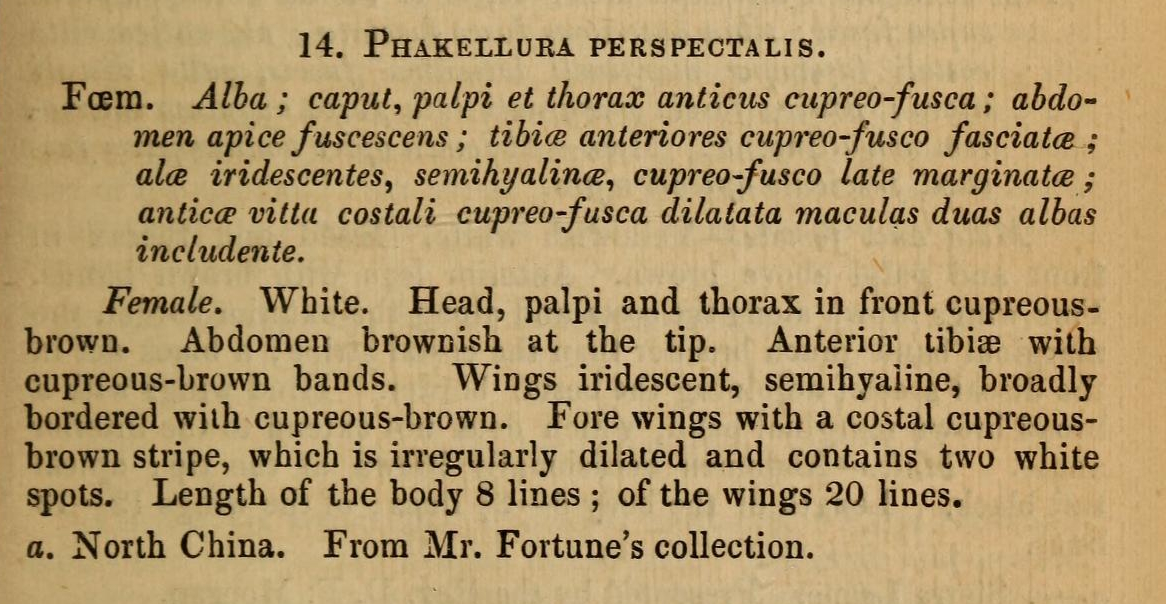
Opis naukowy gatunku

Gatunek ten został opisany naukowo w 1859 roku przez angielskiego entomologa Francisa Walkera pod nazwą Phakellura perspectalis.

## Zasięg występowania
Cydalima perspectalis jest gatunkiem rodzimym wilgotnych, subtropikalnych regionów Azji Wschodniej  i Azji Południowej (Indie, Chiny, Korea, Japonia i rosyjski daleki wschód). W 2006 stwierdzono obecność tego gatunku w południowo-zachodnich Niemczech, gdzie został zawleczony prawdopodobnie z importowanymi roślinami. Motyl szybko się rozprzestrzenił i stał się gatunkiem inwazyjnym stwierdzonym w większości
krajów Europy Zachodniej i Południowej: w Szwajcarii i Holandii (2007), Wielkiej Brytanii, Irlandii, Francji, Austrii i Słowenii (2008), Liechtensteinie, Belgii, Włoszech i Rumunii (2010), na Węgrzech, w Czechach, Turcji (2011), Chorwacji (2012), Słowacji, Danii i południowej Rosji (2013), a od 2014 jest obecna w Hiszpanii (2014), Bułgarii, Bośni i Hercegowinie, Serbii i Grecji. W Polsce został zaobserwowany w 2012 w województwie dolnośląskim, a w 2015 w małopolskim i opolskim.
Uwzględniając zdolności przystosowawcze tego motyla oraz globalnie rosnące temperatury naukowcy spodziewają się rozszerzenia obszaru rozprzestrzenienia szkodnika po północne granice Europy.

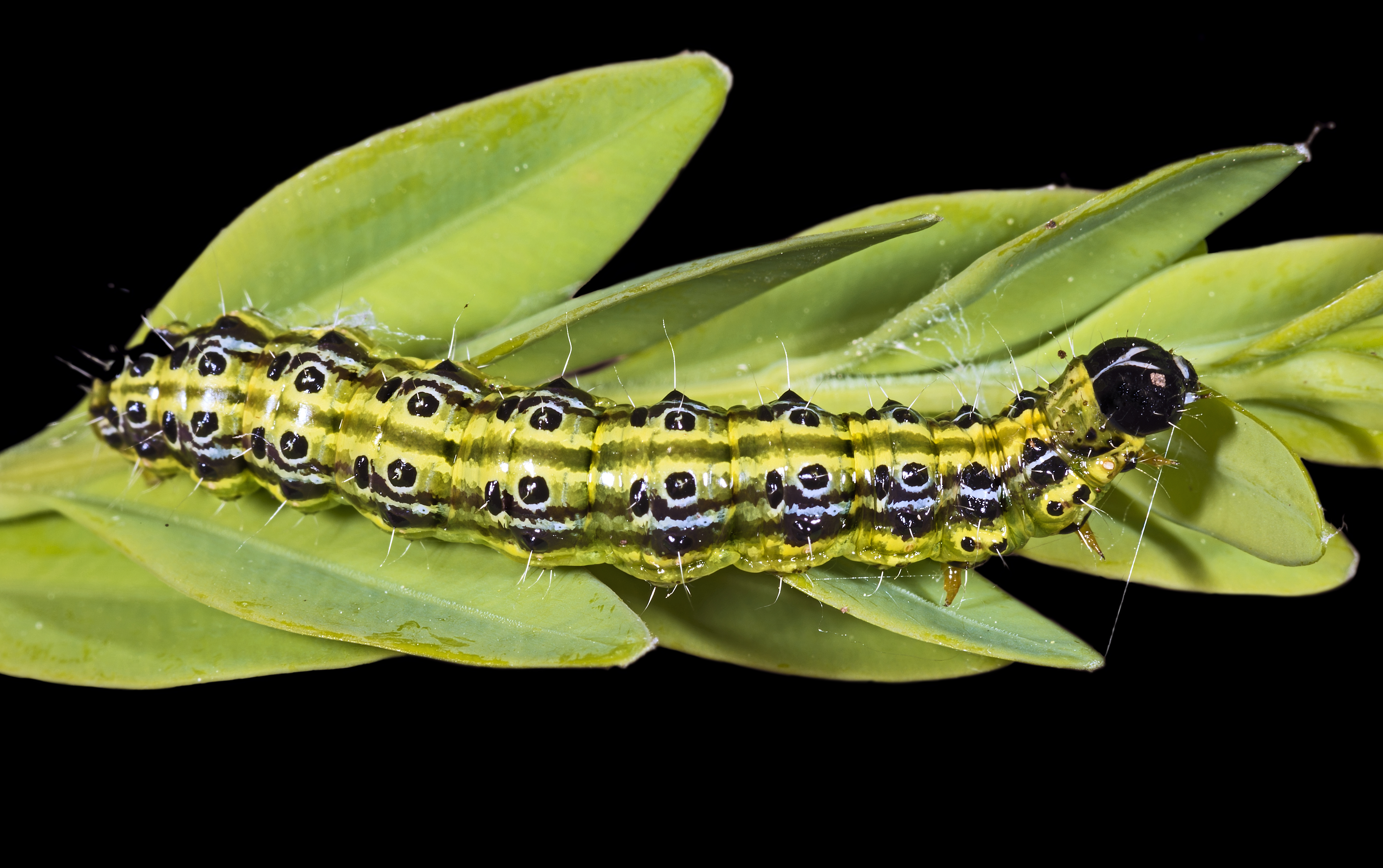
Gąsienica

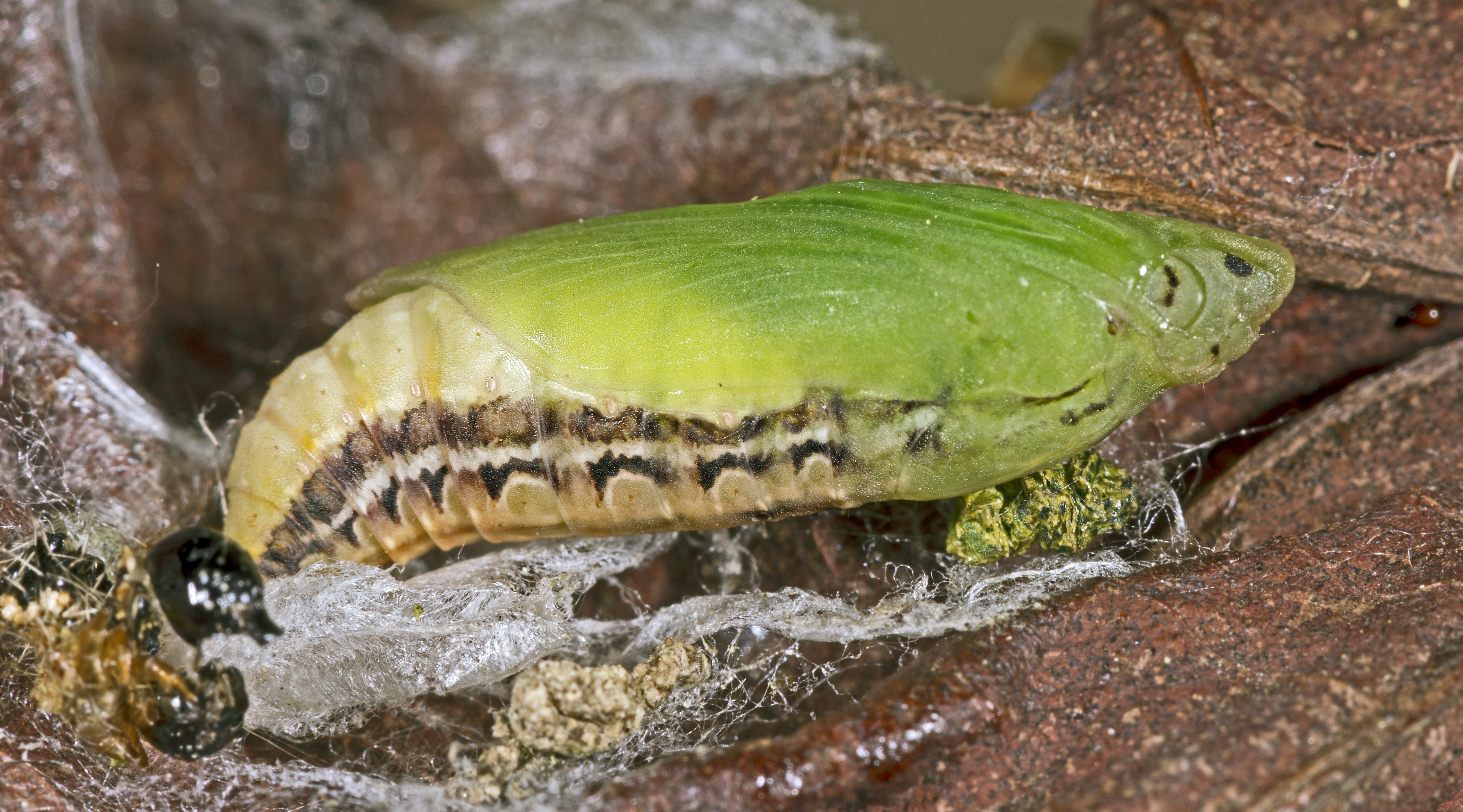
Poczwarka

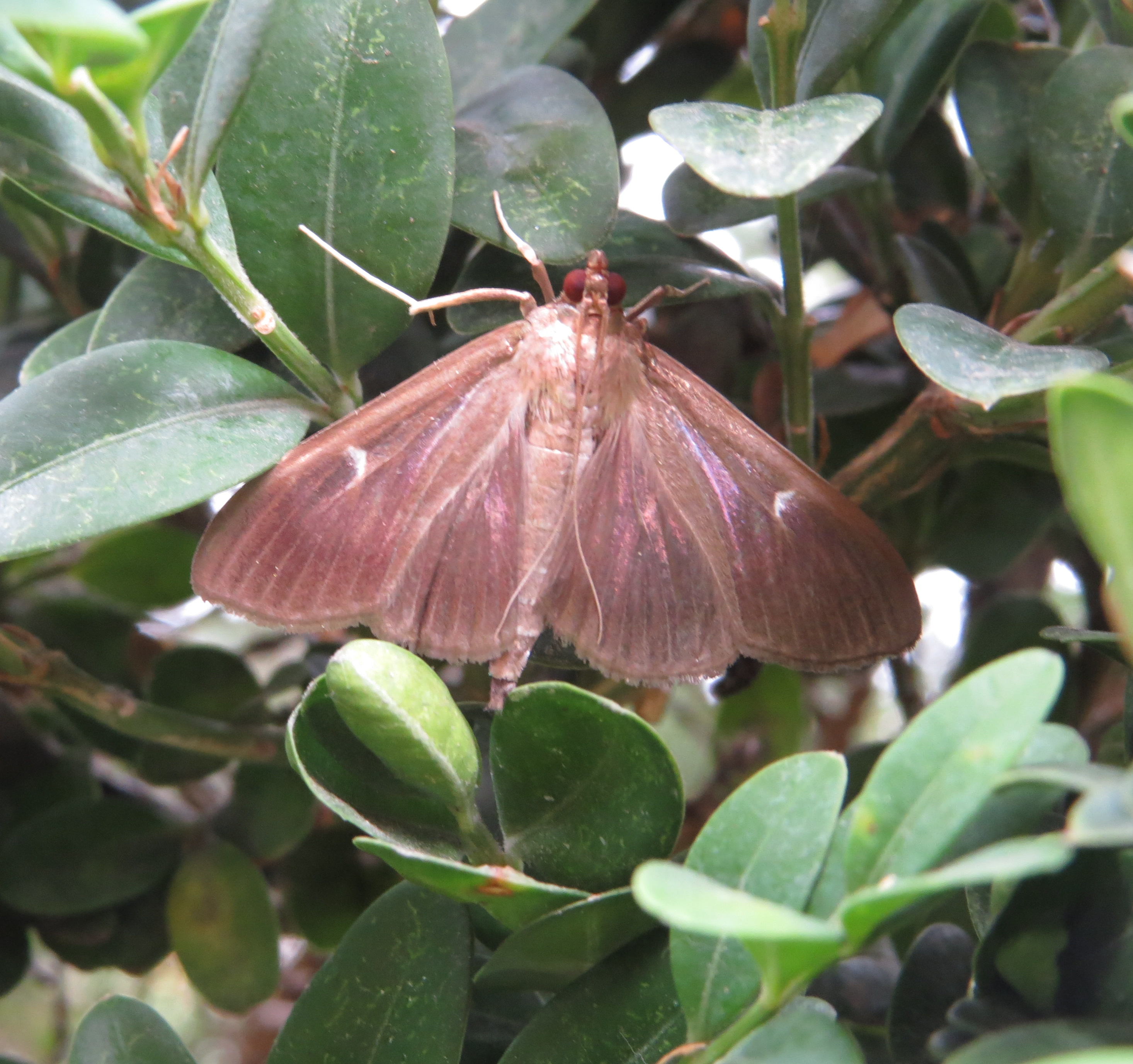
Forma melanistyczna

## Wygląd i zachowanie
Jaja Cydalima perspectalis są okrągłe, mają średnicę ok. 1 mm.  Początkowo są jasnożółte z czarną kropką. Składane są na spodniej stronie zielonych, niezaatakowanych liści bukszpanu, w głębi krzewu, przytwierdzone do liścia śluzowatą substancją. Pierwsze larwy opuszczające osłonki jajowe mają około 1–2 mm długości. W okresie 4-tygodniowego rozwoju larwalnego osiągają 35–44 mm. Początkowo są zielonkawe z brązowymi liniami podłużnymi, a następnie coraz bardziej brązowawe, głowa czarna. Poczwarka ma 1,5–2 cm długości. Początkowo jest zielona z ciemnymi paskami na grzbietowej powierzchni ciała, z wiekiem brązowieje. Rozpiętość skrzydeł postaci dorosłej wynosi ok. 40 mm, co czyni ten gatunek największym europejskim przedstawicielem wachlarzykowatych. Obserwuje się dwie formy barwne, najczęściej spotykane jest ubarwienie białe z brązowym obwiedzeniem obu par skrzydeł; drugą formę (forma melanistyczna) stanowią osobniki w większości całkowicie jasnobrązowe, z fioletowym połyskiem i białą, półksiężycowatą plamą. Dorosłe osobniki latają od końca kwietnia lub początku maja do września, a nawet października. Loty zygzakowate, odbywają się nocą. Motyle mogą pokonywać duże dystanse: 5–10 km. Chętnie kierują się ku źródłom światła.

## Rozmnażanie
Samice składają jaja w grupach 10–30 sztuk. Rozwój larwalny trwa 17–87 dni w zależności od temperatury. Na rodzimym obszarze pojawia się 4–5 pokoleń. W Europie Środkowej w ciągu roku występują 2–3 pokolenia, a w najcieplejszych częściach europejskiego zasięgu występowania, jeśli chłodne warunki pojawiają się późno w ciągu roku, może wystąpić czwarte pokolenie. Zimują młode larwy w kokonach (około 5–10 mm długości), chronionych dwoma zdrowymi liśćmi bukszpanu solidnie połączonych przędzą.

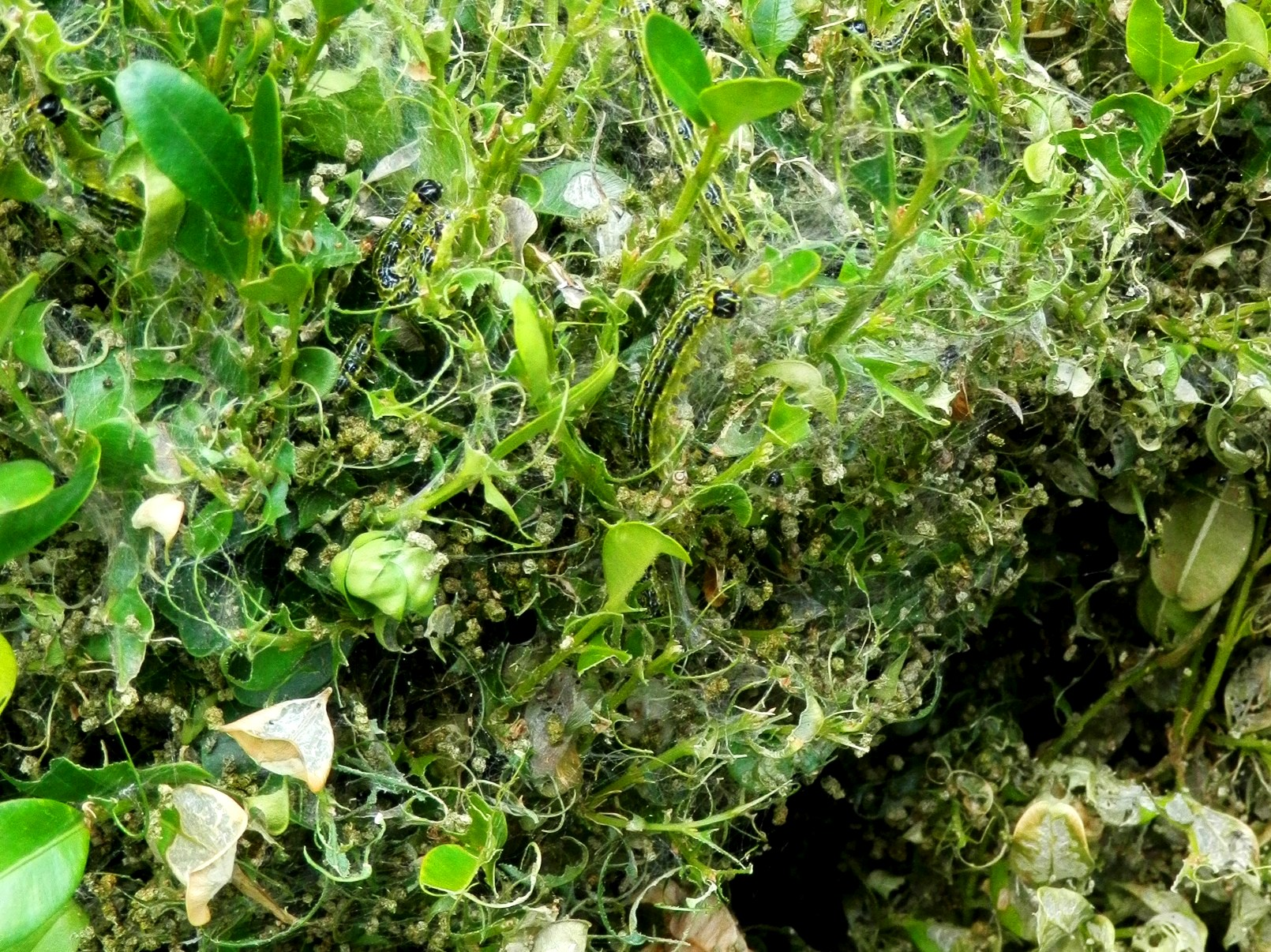
Uszkodzenia krzewu bukszpanu spowodowane żerowaniem gąsienic

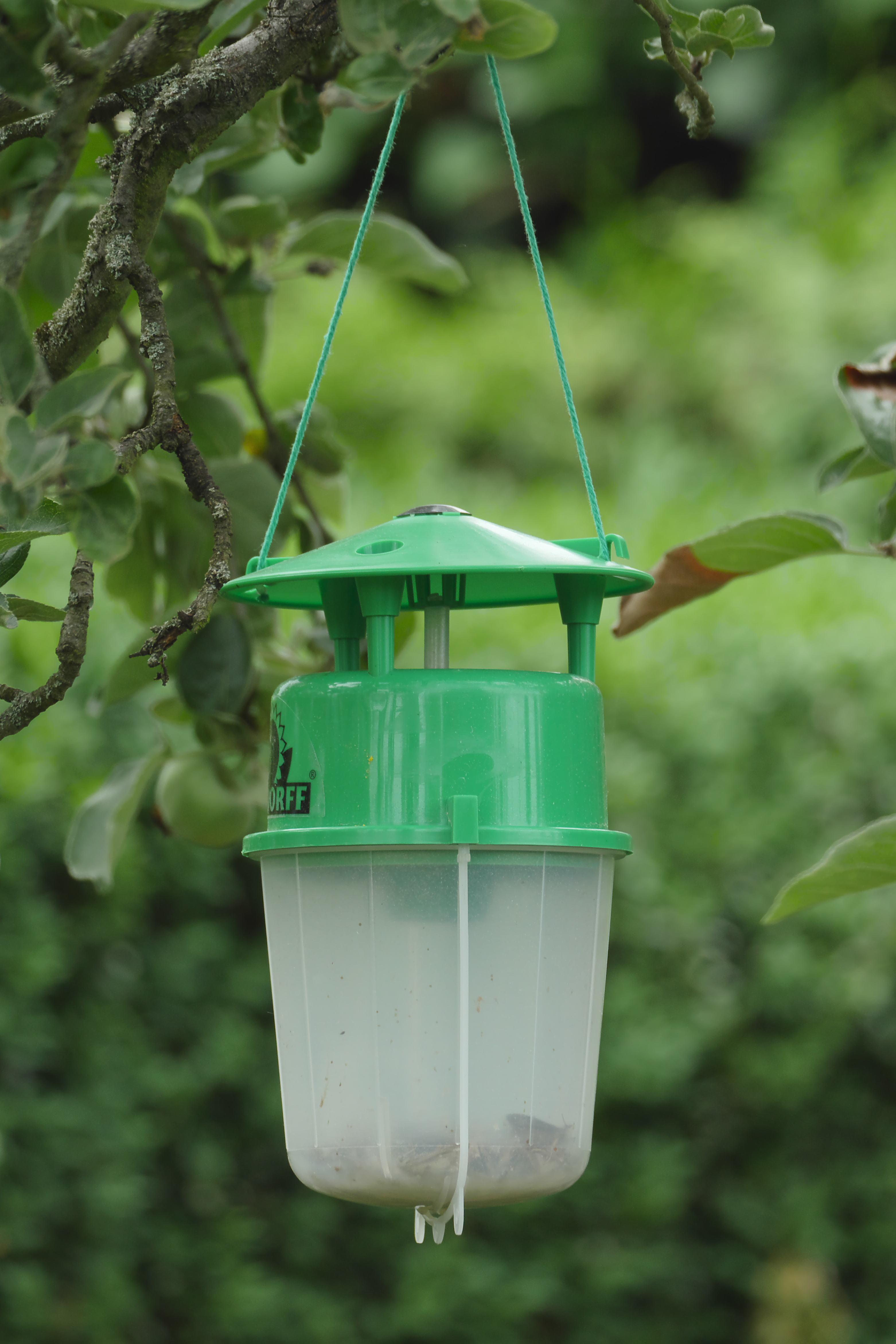
Pułapka feromonowa

## Odżywianie
Larwy żywią się liśćmi i pędami różnych gatunków z rodzaju Buxus, głównie Buxus microphylla. Młode larwy jedzą tylko górną, delikatną część liścia - liście nie są całkowicie niszczone. Starsze gąsienice są najbardziej szkodliwe: masowo i całkowicie zjadają liście, czasem pozostawiając cienką część na konturze i środku liścia. Zjadają też młode pędy. W wyniku intensywnego żerowania gąsienic może dochodzić do defoliacji a nawet całkowitego usychania roślin. Na zaatakowanych krzewach widoczne są zielonkawe grudy odchodów przyklejone do przędzy.
Na początku epidemii ćma bukszpanowa prawie nie miała na terenie Europy naturalnych wrogów. Zaobserwowano jednak później, że rodzime gatunki ptaków, takie jak wróble, sikory czy zięby, jak też liczne rodzaje os, przeszukują zainfekowane bukszpany i zjadają gąsienice. Kury domowe zjadają zarówno motyle, jak i spadłe larwy.

## Zwalczanie
Zwalczanie chemiczne, mechaniczne lub za pomocą pułapek feromonowych.